# Zhang Wangli
Zhang Wangli (张旺丽S, Zhàng WànglìP; 27 maggio 1996) è una sollevatrice cinese.

## Palmarès
- Mondiali

Aşgabat 2018: oro nei 71 kg.
Pattaya 2019: argento nei 76 kg.
- Campionati asiatici

Tashkent 2016: oro nei 69 kg.
Ningbo 2019: argento nei 76 kg.